# 大地くんクライシス DO NATURAL
『大地くんクライシス DO NATURAL』（だいちくんくらいしす ドゥー ナチュラル）とは、1989年11月22日にサリオより発売されたPCエンジン用のゲームである。副題は「戦略ファームシミュレーション」。発売当時はまだ珍しかった農作業をメインとしたゲームである。
本作品は、バラエティ番組『パオパオチャンネル』（1987年 - 1989年、テレビ朝日）内の1コーナーである「ピッカピカ音楽館」から生まれたヒット曲、「ヤーレンソーラン北海道」等で使われていた大地くんファミリーのキャラクターを使ったタイアップ作品でもある。

## 概要
魔女ヤーレンによって失われた緑の大地を取り戻すために、大地くんファミリーが力を合わせ緑の島を取り戻すために活躍する。副題に「戦略ファームシミュレーション」とある通り、ゲームのメインは作物を植えて収穫し売るなど農作業がメインとなる。本作の発売当時はこういった要素を持つゲームは非常に珍しく、比較的メジャーとなるのは後に発売された『牧場物語シリーズ』（1996年 - ）やmixiアプリの『サンシャイン牧場』（2009年）などによるところが大きい。

## ゲーム内容
- 火山灰の除去/土地の開墾
  - 大地くんとその仲間とガイガー号など使い土地にまき散らされた火山灰を除去
  - 時折火山から出て火山灰をまき散らし土地を荒らすモンスターを退治
  - ガイガー号で土地を掘り起こし湖から水を引いて川を作る

- 農作業/市場での売買
  - 綺麗になった土地にトマトかトウモロコシの苗を植えて育てる
  - 成長して実った野菜を収穫し、特定の時期に開かれる市場で売る
  - 農作物の売買で得たお金で木の苗や各種アイテムを買う
  - 木の苗を植えて島の75パーセント以上を緑にする

- ボスとの対決
  - 島の大地を75パーセント以上を緑にすることができればコンバット画面へと切り替わり、大地くんと島のボスとの対決のアクションパートとなる。ボスを倒すことができればエリアクリアとなり次の島へと進むが、大地くんがやられた場合はそのエリアはやり直しとなる。以後ヤーレンを倒すまでゲームは続いていく。

## ストーリー
1997年丑年、しばれるモーモーランドで静かに慎ましく暮らしていた大地くんとその仲間たち。ところがある日、そこえ突然ヤーレンという女性が現れ「このモーモーランドに火山を作り、暖かく、そして住み良い緑の島にしようではありませんか。」と言い火山を作り始めた。モーモーランドは暖かく、緑も豊になり、美しい島へと生まれ変わりつつあったように見えたが、ヤーレンの真の目的は、火口から地底へと通じる「BLACK PATH」を使ってプルトン族を地上へ導き出し、モーモーランドのみならずモーモーワールドまでもを支配することにあった。大地くんがたちがその企み気づいた時には、地上にはプルトン族が現れ、モーモーランドは火山灰で覆われ美しかった緑も破壊されていた。このままじゃいけないと思った大地くんとその仲間たちは、ヤーレンの野望を打ち砕き本当の緑の島を作るために立ち上がるのであった。

## 登場キャラクター
- 大地くん
- すずらん
- 大空
- まりも
- 北海道じいちゃん
- 猪熊五郎（クマ）
- ALICE（カラス）
- ヤーレン

## スタッフ
- チーフ・プログラマー：MICHEL
- アシスタント・プログラマー：UNNY KIKKAWA、マイマイ AKASHI、TOKI
- デザイナー：YOSIMI SEKI
- グラフィックス：ISOBEE、ALICE、チャイコフ YANO、NAKAJIMA
- サウンド：TSUKUSHI
- テクニカル・サポート：SHOTARO、ASH NAGI
- プロデューサー：TATSUYA SHIMAZU、YUZO NAKAKUKI
- エグゼクティブ・プロデューサー：YOSHIHISA OKU、MASAKAZU KAWAMURA
- スペシャル・サンクス：MASANORI KAWAMATA、SHIMOKURODA TENRYU、HIDEHIRO SAKOU
- ディレクター：TARO

## 評価
- ゲーム誌『ファミコン通信』の「クロスレビュー」では、8・8・8・8の合計32点（満40点）でゴールド殿堂入りを獲得[2]、『月刊PCエンジン』では70・80・75・85・75の平均77点、『マル勝PCエンジン』では6・7・6・6の合計25点（満40点）、『PC Engine FAN』の読者投票による「ゲーム通信簿」での評価は以下の通りとなっており、20.20点（満30点）となっている[1]。また、この得点はPCエンジン全ソフトの中で324位（485本中、1993年時点）となっている[1]。同雑誌1993年10月号特別付録の「PCエンジンオールカタログ'93」では、「牛の大地くんが苗を植えて島に緑を取り戻すという、風変わりなシミュレーション。ラウンドは全部で8つ。キャラクタはどれもかわいらしくてユニーク。敵のマグマ怪人たちは、それぞれ個性的な動きと攻撃をする」と紹介されている[1]。

| 項目 | キャラクタ | 音楽 | 操作性 | 熱中度 | お買得度 | オリジナリティ | 総合  |
| 得点 | 3.80       | 3.32 | 3.07   | 3.13   | 3.05     | 3.83           | 20.20 |

- ゲーム本『悪趣味ゲーム紀行』（1999年、マイクロデザイン出版局）では、「一部の好事家にとっては、PCエンジン初期の名作の一つとしてなお記憶に残る一本であるわけでして、農業系ゲームの先駆的存在、戦略ファームシミュレーションなのです。（中略）なんか大地の恵みを受けて作物を収穫する喜びよりも頑張って働いても全然ワリに合わないという、農作業のマイナーな部分だけを抽出して作ったかのようなシステムです。（中略）基本的にはあまりの内容のストイックさに決して万人向けではありませんが、『刹那的なほのぼのさ』というウナギに梅干しのような快感が味わいたいという通好みの方にこのゲームをお薦めします」と評している[3]。